# Ratcheting
Unter dem Begriff Ratcheting wird eine einsinnig gerichtete Zunahme von plastischer Verformung unter zyklischen Belastungsbedingungen verstanden. Das Phänomen Ratcheting ist im deutschen Sprachgebrauch auch als Versagen durch einsinnige stufenweise Verformung und zyklische Dehnungsakkumulation bekannt.
In der Literatur findet sich bereits 1950 ein früher Beitrag von R. Bree zum Thema Ratcheting. Hier wurde die fortschreitende Dickenabnahme eines Bleches unter konstanter Zugbelastung und überlagertem zyklischem Biegemoment untersucht. Später wurde das Zusammenspiel einer konstanten Primärspannung und einer zyklischen, thermisch induzierten Sekundärspannung untersucht. Die aus diesen Arbeiten entwickelten Diagramme sind heute als Bree-Diagramme bekannt. Sie zeigen Zonen unterschiedlicher Verformungseigenschaften einer Struktur (rein elastischer Bereich, Shakedown, zyklische Plastifizierung und Ratcheting) als Funktion der bezogenen mechanischen und thermischen Belastung.